# Jacob Fritsch (Handballspieler)
Jacob Fritsch (* 9. Mai 1988 in Leipzig) ist ein deutscher Handballspieler.

## Karriere
Fritsch begann das Handballspielen bei der SG LVB Leipzig. Nachdem der Rückraumspieler 2007 mit der Herrenmannschaft aus der Regionalliga abgestiegen war, schloss er sich dem Regionalligisten TSG Söflingen an. Drei Jahre später kehrte Fritsch wieder zur SG LVB in die Oberliga zurück. Mit der SG LVB stieg er 2011 in die 3. Liga auf. Im Sommer 2013 schloss er sich dem Zweitligisten VfL Bad Schwartau an. Nach Ende der Saison 2013/14 löste Fritsch sein Vertrag auf, um sich auf sein Jura-Studium zu konzentrieren. Anschließend schloss er sich der 2. Mannschaft der SG LVB Leipzig an. Später rückte Fritsch in den Kader der 1. Mannschaft der SG LVB Leipzig auf.
Fritsch gehörte dem Kader der deutschen Jugendnationalmannschaft an, mit der er 2006 an der Europameisterschaft teilnahm.